# Leopoldo Morín Garza
Leopoldo Morín Garza   (Celaya, 3 de novembre de 1990), conegut com Polo Morín, és un actor mexicà.

## Primers anys i educació
Morín va néixer a Celaya, Guanajuato, Mèxic, el 3 de novembre de 1990. Va estudiar economia i empresa a la Universidad Anáhuac.

## Biografia
Morín va començar la seva carrera com a actor a la sèrie La rosa de Guadalupe l'any 2010. El 2011, interpretant l'assassí Osvaldo, va aparèixer a l'episodi "Cuidar el amor" i l'any següent va guanyar un premi a la millor actuació a la cerimònia dels Premis Bravo 2012.
El 2013, va participar en la sèrie Como dice el dicho, a l'episodi 4 de la temporada 3: Al mal paso. En aquest mateix any, va interpretar a la sèrie Gossip Girl: Acapulco un personatge gai, amb el qual va tenir molta repercussió.
El 2014 va ser seleccionat per Juan Osorio per a interpretar "Nando" a la telenovel·la Mi corazón es tuyo, i, més tard aquell any, va debutar al cinema a la pel·lícula Fragmented, dirigida per Douglas Elford i gravada a Mèxic el novembre de 2013.
El 2015 va guanyar el premi "Actor favorit" als Kids Choice Awards Mèxic i va gravar la pel·lícula Sobre tus huellas, estrenada a Mèxic el 2016. A finals de 2015, va ser escollit novament per Juan Osorio per participar en la telenovel·la Sueño de amor, estrenada a Mèxic el 22 de febrer de 2016, en la qual interpretava un personatge amb diabetis. A finals de 2016 després de fer una audició per al càsting de la telenovel·la El Bienamado, va ser seleccionat per Nicandro Díaz González per interpretar el personatge de Jordi De Ovando.

## Vida personal
El desembre de 2016 Morín va estar involucrat en un escàndol sobre la seva orientació sexual, després que un hacker publiqués fotografies comprometedores a Facebook de l'actor amb un altre home. La persona amb qui Morín apareixia a les fotografies era Lambda Garcia, també actor.
Després de la publicació de les instantànies, Morín va confirmar que eren reals i que estava en una relació amb Lambda García. Tot seguit va declarar perquè no havia parlat de la seva sexualitat anteriorment:
| «             | Mai ha sigut un tema d'amagar les coses. Simplement hi ha parts de la meva vida personal, que jo crec que, com se li diu "vida personal", haurien de mantenir-se com a personals. I jo les he volgut mantenir així. | » |
| — Polo Morín, | |   |

Al juny de 2019 Polo Morín va confirmar que ell i Lambda García havien acabat la seva relació sentimental.

## Filmografia

### Televisió
| Any       | Títol Projecte        | Personatge                                   |
| --------- | --------------------- | -------------------------------------------- |
| 2022      | Donde hubo fuego      | Julián                                       |
| 2021-2022 | ¿Quién mató a Sara?   | José María «Chema» Lazcano (jove)            |
| 2020      | Coyote Hills          | Mateo Miranda                                |
| 2019      | La reina soy yo       | Erick Cruz / Carlos Cruz, Charly Flow (jove) |
| 2018      | Sin miedo a la verdad | Javier                                       |
| 2018      | Tenías que ser tú     | Bruno Fernández Moscona                      |
| 2017      | El bienamado          | Jordi de Ovando                              |
| 2016      | Sueño de amor         | Pedro Carmona Guerrero                       |
| 2014-2015 | Mi corazón es tuyo    | Fernando "Nando" Lascuráin Diez              |
| 2013      | Gossip Girl Acapulco  | Eric López-Haro                              |
| 2013      | Como dice el dicho    | Mauricio                                     |
| 2012      | Ultimo año            | Nicolás "Nico" Montes                        |
| 2012      | Por ella soy Eva      | Exnovio de Jennifer                          |
| 2010-2011 | La rosa de Guadalupe  | Fabián / Osvaldo                             |

### Cinema
| Any  | Pel·lícula        | Personatge  |
| ---- | ----------------- | ----------- |
| 2020 | Escuela de Miedo  | Danny (veu) |
| 2017 | Sobre tus huellas | Matías      |
| 2014 | Fragmented        | Camarero    |

### Teatre
| Any  | Obra               |
| ---- | ------------------ |
| 2015 | Mi corazón es tuyo |
| 2013 | Suicidios          |

## Premis i reconeixements

### Premis Bravo
| Any  | Categoria | Telenovel·la         | Resultat  |
| ---- | --------- | -------------------- | --------- |
| 2012 | Actuació  | La rosa de Guadalupe | Guanyador |

### Premis Kids' Choice Awards
| Any  | Categoria             | Nominado           | Resultat  |
| ---- | --------------------- | ------------------ | --------- |
| 2015 | Millor Actor Preferit | Mi corazón es tuyo | Guanyador |
| 2018 | Millor Actor Preferit | Tenías que ser tú  | Nominat   |

### Premis TV y Novelas
| Any  | Categoria            | Telenovel·la  | Resultat  |
| ---- | -------------------- | ------------- | --------- |
| 2017 | Millor Actor Juvenil | Sueño de amor | Guanyador |